# Graja de Campalbo
Graja de Campalbo é um município da Espanha, na província de Cuenca, comunidade autônoma de Castela-Mancha. Tem 22,3 km² de área e em 2021 tinha 91 habitantes (densidade: 4,1 hab./km²). Limita com os municípios de Landete, Santa Cruz de Moya e Talayuelas.